# Jacques Lefèvre d'Étaples
Jacques Lefèvre d'Étaples, latin: Jacob Faber Stapulensis, född omkring 1455, död 1536, var en fransk teolog och filosof.
Lefèvre d'Étaples var en av ledarna för den franska humanismen och lärare i filosofi vid Sorbonne, men han fördrevs efter ett kätterimål därifrån och blev senare biskoplig generalvikarie i Meaux. Han ägnade sig åt bibeltolkning och kritik. Lefèvre d'Étaples utgav bland annat en fransk översättning av Nya Testamentet 1523 och flera kommentarer till olika bibelböcker, bland annat över Paulus brev 1515 i syfte att göra deras religiösa huvudtankar tillgängliga även utanför teologernas fackkrets. Lefèvre d'Étaples blev genom sin på Vulgata grundade bibelöversättning (helbibeln utgavs i Antwerpen 1530) och sin bibelförklaring en vägbrytare för Farels och Calvins reformation i Frankrike. Trots att Lefèvre d'Étaples verkade i reformationens anda förblev han påvetrogen och väntade sig en förnyelse inom Romersk-katolska kyrkan.